# Варез (программное обеспечение)
Ва́рез (англ. warez — сленговая версия «wares», сокращённого множественного числа от «software» — «программное обеспечение») — программа, распространяемая незаконным путём с нарушением прав правообладателя. Может содержать изменения или дополнения, позволяющие использовать её бесплатно.

## Виды вареза
- ПО с изначально снятой защитой. К этой категории относят программы, дистрибутивы которых были изменены третьими лицами с целью удаления из них систем защиты программы от незаконного использования. Используется чаще всего для тех программ, которые проверяют легальность своего распространения через Интернет.
- ПО, укомплектованное утилитами для снятия защиты: кряками (крэками, англ. crack) или генераторами ключей (кейгенами, англ. keygen).
- ПО, укомплектованное лицензионным ключом.
- ПО, укомплектованное специальным загрузчиком (англ. loader), обеспечивающим бесконечный пробный период для Shareware-программ. Существуют реализации, изменяющие системную дату на время работы программы или удаляющие метки, с помощью которых программа получает количество предыдущих запусков либо дату первоначального запуска.
- Script Warez или Nulled Warez Scripts:скрипты для WWW-сайтов на различных языках программирования, из которых исключён код защит и систем контроля разработчиков[источник не указан 1557 дней].

## Распространение
Источниками вареза можно назвать сайты, специализирующиеся на взломе лицензионного ПО и его последующем распространении. Существовали коллективы программистов, занимающихся взломом ПО.
С точки зрения законодательства многих стран изготовление и распространение вареза является уголовным преступлением.
Большинство программ сопровождаются NFO-файлами, содержащими описание программы, заметками к её использованию, а также контрольными суммами и размером дистрибутива.[значимость факта?] В этот же файл входит информация о «взломавшей» дистрибутив группе и рисунок в стиле ASCII-Art — своеобразный логотип группы.